# Pascale Boistard
Pour les articles homonymes, voir Boistard.
Pascale Boistard, née le 4 janvier 1971 à Mont-de-Marsan, est une femme politique française.
Élue députée de la Somme en 2012, elle est nommée secrétaire d'État chargée des droits des femmes du gouvernement Valls II le 26 août 2014, puis secrétaire d'État chargée des Personnes âgées et de l'Autonomie le 11 février 2016.

## Biographie
Après l'obtention de son baccalauréat A1 (lettres), elle fait ses études à l'université Paris VIII.
Elle est titulaire d'un DEA en sciences politiques spécialisé dans les institutions européennes ; elle écrit deux mémoires sur le sujet : « le principe de subsidiarité dans la construction politique européenne » et « L'Europe sécuritaire ». Elle adhère au Parti socialiste en 1997.

## Engagement politique
Elle a été la collaboratrice de Gaëtan Gorce (député PS de la Nièvre, rapporteur des deux lois sur les 35 heures) et conseillère technique chargée des relations avec les élus de Jean-Luc Mélenchon lorsqu'il était ministre de l'enseignement professionnel (elle rompt par la suite politiquement avec lui). Elle participe en 2003 à la création de l'association Les Temps nouveaux. En 2004, elle est candidate sur la liste des européennes du Parti socialiste de la circonscription Île-de-France.
Lors du congrès du Mans en 2005, elle est l'auteur d'une contribution thématique intitulée : « l'éducation populaire pour une citoyenneté éclairée ». Membre du bureau national du parti socialiste depuis novembre 2005 et secrétaire nationale adjointe aux élections depuis septembre 2007, elle obtient en 2006 la suspension du parti de Georges Frêche pour deux années, à la suite de ses propos sur les harkis. En janvier 2010 concernant les propos de M. Frêche à l'égard de Laurent Fabius elle déclare : « Les propos de Georges Frêche sur un homme d'État de la dimension de Laurent Fabius rappellent les heures les plus sombres de notre Histoire. »
Auprès de Laurent Fabius, elle est chargée du suivi des questions électorales en lien avec Claude Bartolone et Guillaume Bachelay. Elle écrit quelques éditoriaux sur le site internet de l'association « La république pour tous ».
En décembre 2008 lors du congrès de Reims, elle est nommée par Martine Aubry secrétaire nationale à l'organisation et aux adhésions du parti socialiste. En septembre 2010, elle met en place la direction collégiale qu'elle préside dans la fédération du parti socialiste de l'Hérault : « Mon rôle est de pacifier cette fédération,. »

## Une élue parisienne
Lors des élections municipales de mars 2008, elle est élue dans le 11e arrondissement de Paris et devient adjointe au maire de Paris chargée de l'intégration et des étrangers non communautaires. En 2010, elle met en place la nouvelle assemblée des citoyens parisiens extracommunautaires. En 2011, elle est l'auteur d'un rapport sur la politique d'intégration du conseil régional d'Île-de-France,.
Elle quitte son mandat et ses fonctions après son élection à la députation.

## Députée du département de la Somme
Elle est investie par le Parti socialiste aux élections législatives de juin 2012 dans la première circonscription de la Somme (Amiens nord-Abbeville). Dans cette circonscription très marquée à gauche, elle arrive largement en tête du premier tour devant le candidat UMP, Stéphane Decayeux, avec 32,83 % des suffrages exprimés. Elle l'emporte au second tour le 17 juin 2012, avec 59,14 % des voix. Elle succède, dans une circonscription découpée différemment, à Maxime Gremetz qui ne se représentait pas et dont le siège était vacant depuis sa démission le 17 mai 2011.
Au Palais Bourbon, elle siège à la commission des Affaires étrangères dont elle est élue secrétaire.
En septembre 2014, elle se voit accusée d'avoir employé fictivement sa sœur à l'Assemblée nationale. Catherine Boistard, est embauchée en septembre 2012 pour une durée de deux mois indemnisés 4 000 €. Pourtant, les collaborateurs de Pascale Boistard assurent ne jamais avoir vu à l'Assemblée la sœur de Pascale Boistard résidant à Angoulême. 
Durant cette même période, elle est accusée par ses ex-collaborateurs de harcèlement et visée par une plainte au tribunal de grande instance de Paris.
Le 16 novembre 2012, elle est élue secrétaire fédérale du PS de la Somme avec 505 voix soit 60 % du vote des militants après une élection marqué par des divisions internes et des reproches de « parachutage ».
Lors de l'élection régionale de 2015 en Nord-Pas-de-Calais-Picardie, elle figure en deuxième place de la liste socialiste de la Somme qui recueille 18,12 % des votes au premier tour et renonce à se présenter au second.
Candidate à sa réélection lors des élections législatives de 2017, elle est battue dès le premier tour se classant cinquième avec 7,06 % des voix. Pour le second tour, elle appelle à voter pour le candidat FI François Ruffin.

## Secrétaire d'État chargée des Droits des femmes
Le 26 août 2014, elle est nommée secrétaire d'État chargée des Droits des femmes dans le gouvernement Manuel Valls II.
Le 2 mars 2015, elle se déclare favorable à l'interdiction du port du voile islamique à l'université. 
Elle lance la politique gouvernementale en faveur de la lutte contre le harcèlement sexiste et les violences sexuelles dans les transports en commun, avec l'annonce d'un plan gouvernemental le 9 juillet 2015.

## Secrétaire d'État chargée des Personnes âgées et de l'Autonomie
Le 11 février 2016, elle est nommée secrétaire d'État chargée des Personnes âgées et de l'Autonomie.
Pendant la primaire citoyenne de 2017, elle soutient Manuel Valls.

## Polémique
Dans un article du 20 novembre 2014, le magazine Marianne épingle Pascale Boistard pour avoir été rémunérée plus de 7 500 euros par le conseil régional d'Île-de-France pour la rédaction d'un rapport de trente pages sur la politique d'intégration de la région en 2011. Soupçonnant un rapport de complaisance, notamment parce que Pascale Boistard y vantait en tant qu'experte les actions de la ville de Paris en la matière alors qu'elle était adjointe au maire chargée des questions d'intégration, le magazine pointe la faiblesse du contenu du rapport et l'absence de délibération et d'actions concrètes à la suite de la présentation de ce dernier. Dans un droit de réponse, Jean-Paul Huchon, président du conseil régional d'Île-de-France, a rappelé la qualité d'experte de Pascale Boistard sur les questions d'intégration et a énuméré les actions entreprises par la région à la suite de la présentation du rapport.
Valérie Pécresse, présidente du groupe UMP du conseil régional d'Île-de-France, a dénoncé ce rapport et l'utilisation de l'argent public « au bénéfice d'élus de gauche et pour financer leurs activités ».
En octobre 2016, Pascale Boistard est épinglée pour la fréquence de ses déplacements ministériels dans sa première circonscription de la Somme en vue d'assurer sa réélection en 2017. Il lui est reproché des déplacements éloignés de ses prérogatives de ministre chargée des Personnes âgées et de l'Autonomie.